# Dengeki Maoh
Dengeki Maoh (яп. 電撃「マ）王 дэнгэки мао:) — японский ежемесячный журнал для мужчин, публикуемый издательством ASCII Media Works (ранее MediaWorks) под лейблом Dengeki. Первый номер был выпущен 27 октября 2005 года. Он содержит рубрики, посвященные компьютерным играм, манге и лайт-новел. Раз в три месяца выходит специальное приложение Dengeki Black Maoh.

## Манга в журнале
- Black Bullet
- Bokusatsu Tenshi Dokuro-chan
- Disgaea 2: Cursed Memories
- Enburio
- eM -eNCHANTarM-
- Furatto Rain
- Immortal Grand Prix
- Iriya no Sora, UFO no Natsu
- Itsudemo Jakusansei
- Kono Bijutsubu ni wa Mondai ga Aru!
- Lotte no Omocha!
- Monster Hunter
- Persona 3
- Rumble Roses
- Rune Factory 2
- Spice and Wolf
- Tales of the Abyss
- Tensho Gakuen Gekko Roku
- Utawarerumono

## Dengeki Black Maoh
Dengeki Black Maoh (яп. 電撃黒（ブラック）「マ）王) — журнал сэйнэн-манги, представляющий собой приложение к Dengeki Maoh. Выходит раз в три месяца с 9 сентября 2007 года. В журнале Dengeki Black Maoh выходит манга:
- Ichigeki Sacchu!! HoiHoi-san[3]
- Moetan
- Persona 4
- Shakugan no Shana X Eternal song -Harukanaru Uta-